# Rebija Kadírová
Rebija Kadírová (ujgursky رابىيه قادىر (Rabije Qadir), turecky Rabije Kadir, v anglické transkripci Rebiya Kadeer) (* 21. ledna 1947) je ujgurská prominentní podnikatelka a politická aktivistka za lidská práva z čínské provincie Sin-ťiang. Od listopadu 2006 je prezidentkou Světového ujgurského kongresu.